# Caltagirone (azienda)
Caltagirone S.p.A. è una holding italiana quotata alla Borsa di Milano, che controlla uno dei principali gruppi industriali privati del paese. Le sue attività si estendono su diversi settori: produzione di cemento e manufatti, grandi opere infrastrutturali, editoria, immobiliare e finanza.

Il gruppo opera attraverso diverse società, alcune delle quali quotate in borsa, come Cementir Holding e Caltagirone Editore, e altre non quotate, tra cui Domus Italia e Vianini Lavori.

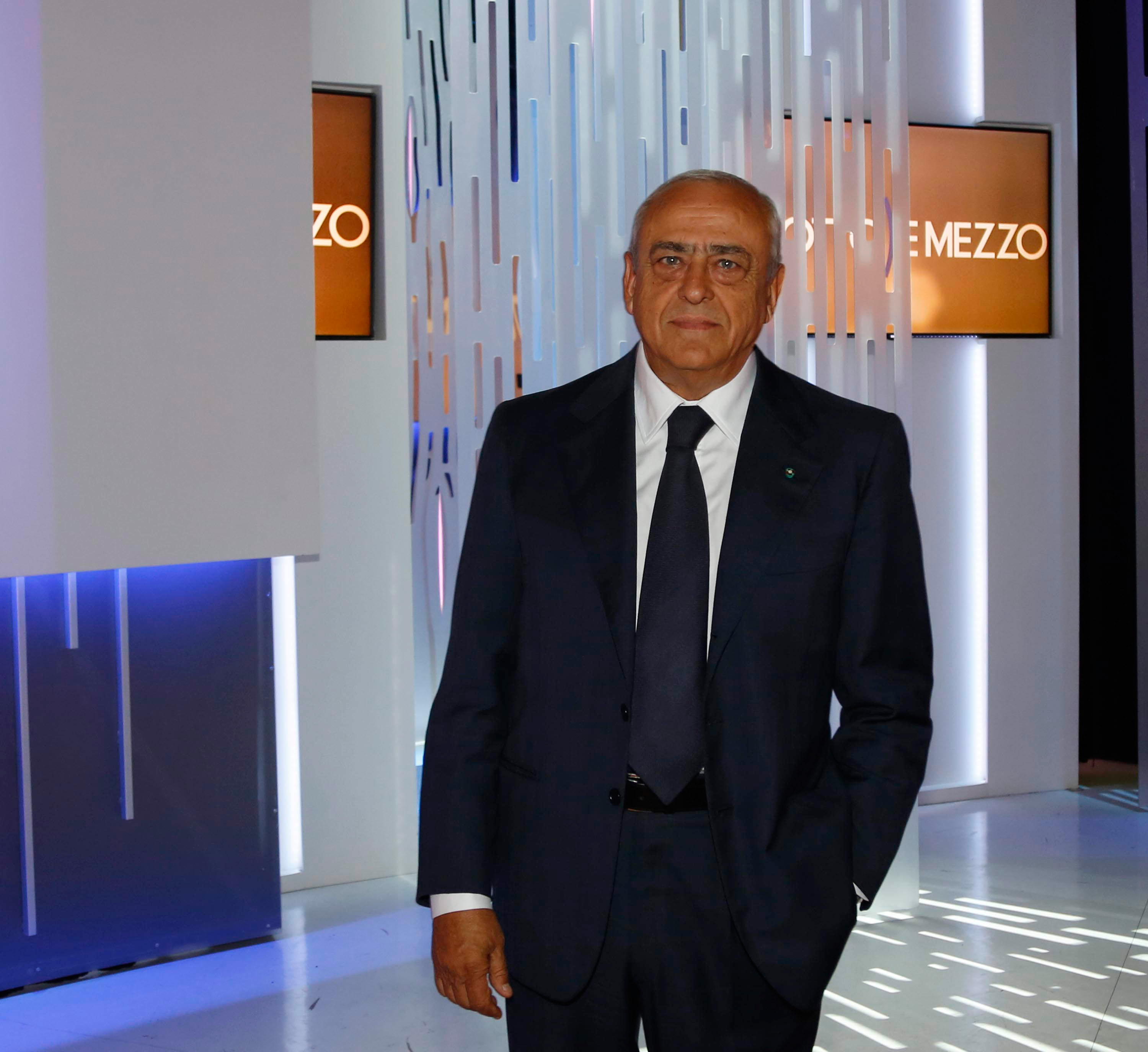
Il presidente del Gruppo Caltagirone, Francesco Gaetano Caltagirone

## Società del Gruppo Caltagirone
Cementir Holding
Cementir Holding è una multinazionale leader nella fornitura di soluzioni per l'edilizia, presente in 70 paesi a livello globale. L'azienda detiene una posizione di leadership mondiale nel cemento bianco e possiede un portafoglio diversificato che include cemento, aggregati, calcestruzzo e prodotti a valore aggiunto.
Con una capacità produttiva complessiva di oltre 13 milioni di tonnellate di cemento, Cementir Holding opera in 18 paesi. È l'unico produttore di cemento in Danimarca, il terzo in Belgio e tra i principali in Turchia. Inoltre, è leader nella produzione di calcestruzzo in Scandinavia.
La società è il maggiore produttore ed esportatore di cemento bianco a livello mondiale, con una capacità produttiva di 3,3 milioni di tonnellate, sei stabilimenti di produzione distribuiti in quattro continenti e una rete commerciale che si estende in 70 paesi.
Caltagirone Editore
Fondata nel 1999 e quotata alla Borsa Italiana dal 2000, Caltagirone Editore è una holding che detiene partecipazioni in società attive nei settori della stampa quotidiana (a pagamento e gratuita), internet, social press e servizi editoriali.
Il gruppo Caltagirone Editore controlla alcuni dei più importanti e longevi quotidiani italiani, che detengono posizioni di leadership in diverse regioni. È il secondo gruppo editoriale in Italia per numero di lettori, con una media di 3,3 milioni di lettori giornalieri, e si posiziona come l'ottavo player internet italiano con oltre 24 milioni di utenti mensili.
Fanno parte del network Caltagirone Editore testate giornalistiche di rilievo come:
- Il Messaggero (Roma)
- Il Mattino (Napoli)
- Il Gazzettino (Venezia)
- Corriere Adriatico
- Nuovo Quotidiano di Puglia
- Il quotidiano gratuito Leggo (social press)

Domus Italia S.p.A.
Domus Italia S.p.A. è la società del gruppo Caltagirone che opera nel settore immobiliare. Gestisce un patrimonio di circa 1.400 unità abitative situate principalmente nel comune di Roma. Le sue attività includono la locazione, la vendita, la valorizzazione, la manutenzione e la gestione di beni immobili.
Il portafoglio immobiliare della società comprende prevalentemente appartamenti di recente costruzione, con dimensioni comprese tra 35 e 90 mq, ubicati in zone residenziali e dotati di posti auto, garage o cantine. Domus Italia si posiziona tra i principali gruppi immobiliari italiani nel settore residenziale.
Vianini Lavori
Vianini Lavori è una delle più importanti aziende italiane nel settore dell'ingegneria civile e delle costruzioni, con oltre un secolo di esperienza nei settori più avanzati.
Nel corso della sua storia, la società ha realizzato opere di grande rilevanza, tra cui:
- La Fiera di Milano Rho-Pero
- La linea ferroviaria ad alta velocità Roma-Napoli
- La Linea C della Metropolitana di Roma

Vianini Lavori è stato il primo gruppo in Italia ad ottenere la qualifica di "General Contractor". Nel 2015, la società è stata delistata dalla Borsa Italiana a seguito del successo dell'Offerta Pubblica di Acquisto (OPA) totalitaria presentata da FGC Finanziaria.